# دالیلا ایپپولیتو
دالیلا ایپپولیتو (انگلیسی: Dalila Ippólito؛ زادهٔ ۲۴ مارس ۲۰۰۲) بازیکن فوتبال اهل آرژانتین است.
وی همچنین در تیم‌های ملی فوتبال Argentina women's national under-17 football team, Argentina women's national under-20 football team، و زنان آرژانتین بازی کرده‌است.
وی در مسابقات کشوری و بین‌المللی در مجموع برندهٔ ۱ مدال نقره شده‌است.